# Пугач Ісак Михайлович
Пу́гач Іса́к Миха́йлович (4 (16) серпня 1885, с. Марківці, Махнівської волості, Бердичівського повіту — 26 січня (8 лютого) 1918, Київ) — громадсько-політичний діяч, педагог, журналіст, член Української Центральної Ради та Малої Ради, член ЦК Української партії соціалістів-революціонерів, голова її київського комітету, член ЦК Української селянської спілки та секретар її пресового органу — газети «Народна воля»

## Біографія
Народився в сім'ї бідного селянина. Завдяки природним здібностям він здобув середню освіту, скінчивши в 1905 році Коростишівську учительську семінарію, і від 1 серпня того ж року почав працювати учителем двокласної народної школи в Маслові, Канівського повіту. Згодом учителював в Райгородській двокласній школі Черкаського повіту. А вже з 1 вересня 1907 року його звільняють з посади за революційну діяльність і невдовзі заарештовують. Біля двох років Пугач перебував під слідством по обвинуваченню в належності до партії соціалістів-революціонерів в Київській фортеці та Лук'янівській тюрмі. В 1909 році він був засланий в Архангельську губернію, де пробув ще два роки.
Повертається Пугач із заслання в Київ у 1911 році, тут за ним продовжує пильно наглядати охранка і поліція. Володіючи літературним хистом, заробляє на прожиття, дописуючи до українських і російських газет, журналів («Рада», «Літературно-науковий вісник», «Киевская почта», «Последние новости», «Южная Копейка»). В київських журналістських колах він зажив слави вправного репортера, знавця та колекціонера живопису.
Від березня 1917 року Пугач поринає у вир революційних процесів українського державотворення, стає активним членом Української партії соціалістів-революціонерів, головою київського губернського комітету партії (принаймні з початку травня 1917), активно працює в створеній 6-7 квітня 1917 року Українській селянській спілці. Він обирається членом ЦК УПСР на другому з'їзді партії, що відбувся 15-19 липня 1917 року; на третьому з'їзді (21-24 листопада 1917 року) він до складу ЦК переобраний не був.
До Української Центральної Ради Ісак Пугач потрапляє після Першого Всеукраїнського селянського з'їзду (28 травня — 2 червня 1917 року за ст. ст.), учасником якого він був і ставав до слова на ньому 2 червня 1917 року. На з'їзді його було обрано до Тимчасового Центрального комітету Української селянської спілки та Всеукраїнської ради селянських депутатів і кооптовано в її складі до УЦР.
За опублікованими протоколами на засіданнях УЦР і Малої Ради присутність Пугача фіксується принаймні вісім разів:
21.06.1917 — його включено в делегацію від УЦР на збори військовиків київського гарнізону для з'ясування справи з самопроголошеним полком ім. гетьмана П. Полуботка; до делегації увійшли крім членів Українського генерального військового комітету ще Винниченко, Ковалевський, Шульгін, Стасюк, Діденко, Левченко і Пугач;
26.06.1917 — І. Пугач бере участь в обговоренні питання про утворення комісії для вироблення форм згоди з неукраїнською демократією Києва;
27.06.1917 — він бере участь в обговоренні доповіді Кузьми Коржа про роботу організаційної комісії;
28.06 1917 — його прізвище включається в список кандидатів до оновлюваного Комітету УЦР (Малої ради);
4.07.1917 — на засіданні Малої ради його обрано до групи з десяти осіб для призначеного на 5 липня оголошення Другого Універсалу серед населення Києва;
22.07.1917 — він присутній на засіданні Малої Ради, на якому заслуховується і детально обговорюється доповідь обласного комісара Галичини і Буковини Д. Дорошенка та проблеми пов'язані з кризою Тимчасового уряду в Петрограді;
25.07.1917 — він присутній на засіданні Малої Ради, на якому обговорюється питання скликання на 5 серпня Шостої сесії (повних зборів) УЦР, ставлення до пропозицій включення до складу України Бессарабії, скликання З'їзду націй, які стоять на ґрунті федерації, переговорів з Тимчасовим урядом про затвердження статуту Генерального секретаріату;
8.08.1017 — на цьому засіданні Шостої сесії затверджується склад УЦР, поповнений представниками національних меншин та неукраїнських партій і організацій; в цьому реєстрі на 640 позицій прізвище «Пугач Ісак» фігурує двічі: п. 15 (від Селянської спілки) і п. 111 (від Всеукраїнської ради селянських депутатів);
10.08.1917 — на засіданні Малої ради реєструється присутність заступника І. Пугача Д. Ісаєвича;
10.10.1917 — на засіданні Малої ради він вступає в дискусію з М. Рафесом (член УЦР від «Бунду») з приводу трактування понять «суверенність», «самовизначення».[1]
Ісака Пугача, очевидно, не було на історичному засіданні Малої ради УЦР, що проходило в ніч з 10 на 11 січня 1918 р. і на якому поіменно голосувався і був прийнятий більшістю голосів (39 з 49) IV Універсал. Принаймні його імені немає в опублікованих досі списках осіб, що брали участь в голосуванні.
26 січня (8 лютого) 1918 року розстріляний разом з іншими відомими українськими діячами Олександром Зарудним, Леонардом Бочковським, у Києві після захоплення міста більшовицькими військами під командуванням Михайла Муравйова.
| | Ще недавно були вони всі між нами, в тісному товариському гурті. Коли над Києвом літали шрапнелі і на вулицях свистіли кулі, гурток наших товаришів, обурений тим що сталося, затривожений майбутнім нервово обмірковував біжучі події. Вони всі були з нами і своїм веселим настроєм вливали світло спокою в загальну тривогу. Немов сьогодні бачу схоже на Христове обличчя Бочковського, дитячу усмішку Зарудного і добродушний усміх Пугача. Про що балакали, не пам'ятаю, знаю, що сміялися, і Бочковський, жартуючи, мимохіть сказав: «Хотіли розстріляти свої, але мабуть розстріляють большевики». «Дуже можливо», — відповів Зарудний серйозно. Товариш Пугач почав сміятися і махнув рукою, заспокоюючи всіх, і прохав йти ночувати до себе… На другий день в цю годину їх вже не було в живих. Вранці всі три сиділи в помешканні Пугача і пили чай. В кімнату увійшли матроси і попрохали посвідчень. Не знаючи про те, що Київ в руках большевицького війська, показали посвідчення членів Центральної Ради. «Нам таких і треба», — відповіли матроси і повели їх до палацу… Був сонячний, чудовий зимовий ранок. Дружина Пугача пішла за ними, ридаючи. Товариш Зарудний заспокоїв її, що нічого поганого не скоїться… Матроси заборонили дружині далі йти з ними… У вечері в Мариїнському парку їх розстріляно.» |
| — Над трупами дорогих товаришів. // Боротьба. — 1918. — № 1. — 10 лютого. — С. 2–3. [Цит. за кн. Документи трагічної історії України (1917–1927 рр.). — К., 1999. — С. 59.] | |